# Флаг Колы
Флаг муниципального образования город Ко́ла Кольского района Мурманской области Российской Федерации — опознавательно-правовой знак, служащий официальным символом муниципального образования.
Ныне действующий флаг утверждён 15 марта 2016 года решением Совета депутатов муниципального образования город Кола № 23/224 и внесён в Государственный геральдический регистр Российской Федерации с присвоением регистрационного номера 10950.

## Описание
«Прямоугольное двухстороннее полотнище голубого цвета с отношением ширины к длине 2:3, несущее изображение белого кита из герба города Колы».

## Обоснование символики
Создание флага, созвучного с историческим гербом, показывает бережное и заботливое отношение жителей города Колы к своему прошлому, культуре, подчеркивает неразрывную связь времён.
Герб современного города Колы воссоздан на основе исторического герба.
2 (13) октября 1781 года был утверждён и внесён в Полное собрание законов Российской империи герб уездного города Колы: «В первой части щита герб Вологодский. Во второй части кит, в голубом поле. В знак того, что жители того города в ловле сих рыб упражняются» и заново принят решением исполнительного комитета Кольского городского Совета народных депутатов Мурманской области от 7 августа 1991 года № 69.
Появление кита в гербе уездного города Колы связано с образованием в 1723 году по Указу Петра I компании Кольского китоловства, которая занималась добычей китов в северных морях.
Согласно русской мифологии («Голубиная книга») «Кит-рыба всем рыбам мати. На Китах-рыбах земля основана; когда Кит-рыба поворотится, тогда белый свет наш покончится».
Кит на историческом гербе города Колы изображён в геральдической манере в виде диковинной кита-рыбы с человеческими чертами головы, придавая этим большое значение символике образа кита.
Голубой цвет (лазурь) — символ возвышенных устремлений, искренности, преданности, возрождения.
Белый цвет (серебро) — символ чистоты, открытости, божественной мудрости, примирения, белой ночи и белизны снега Заполярья.

## История
Первый флаг муниципального образования город Кола был утверждён 29 апреля 2003 года.

### Описание
«Флаг города Колы представляет собой прямоугольное полотнище. Нижняя полоса — красная, отделена от синей горизонтальной прямой, далее следует жёлтая полоса разделения, средняя полоса — синяя — отделена от белой в виде заострённых волн, верхняя полоса — белая. Посередине белой полосы воспроизведён герб города Колы, который обрамлен жёлтой полосой».
Гербом города Кола, принятым 7 августа 1991 года решением исполнительного комитета Кольского городского Совета народных депутатов № 69, является доработанный герб, утверждённый 2 (13) октября 1781 года и внесённый в полное собрание законов Российской империи.
Герб представляет собой пересеченный щит. В верхнем червлёном поле щита — выходящая слева из серебряного облака рука натурального цвета в серебряном одеянии, держащая золотую державу и серебряный меч. В нижнем лазоревом поле — серебряный плывущий кит с человеческим лицом. В серебряной вершине щита — название города чёрными буквами.